# وشم‌نمای بی‌دم
وشم‌نمای بی‌دم (نام علمی: Pseudocrypturus cercanaxius) نام یک گونه از تیره سنگ‌مرغان است.
- در نام لاتین سرده، Pseudocrypturus به معنی وشُم‌نما یا وشُم دروغین و در نام لاتین گونه، cercanaxius، واژۀ kerkion به معنی دُم و واژۀ لاتین anaxios به معنی بی‌ارزش است.